# Czech Fashion Week
Czech Fashion Week (CFW) je módní přehlídka v Česku. Koná se od léta do podzimu v několika jednodenních termínech v různých městech.

## Historie
Akce byla založena jako charitativní společensko-kulturní projekt, konaný pod záštitou prezidenta republiky, premiéra ČR, Ministerstva kultury, Ministerstva pro místní rozvoj, předsedy Senátu, hejtmanů a primátorů a dalších představitelů veřejného života. Slouží ke společenskému setkání představitelů kulturního života v České republice; je též navštěvována velvyslanci zahraničních zemí. Propaguje ČR v oblasti módy, textilního a zpracovatelského průmyslu a bižuterie.[zdroj?]
S Czech Fashion Week spolupracují módní návrháři jako Osmany Laffita, Blanka Matragi, Jitka Klett, Helena Bedrnová, Luděk Hanák, Debbie Brown a další umělci, jejichž tvorba přesahuje i do světového showbyznysu. Modely na akci jsou prezentovány světoznámými českými a slovenskými modelkami (Daniela Peštová, Eva Herzigová, Pavlína Němcová, Tereza Maxová, Simona Krainová, Karolína Kůrková; slovenská modelka Andrea Verešová aj.).[zdroj?]

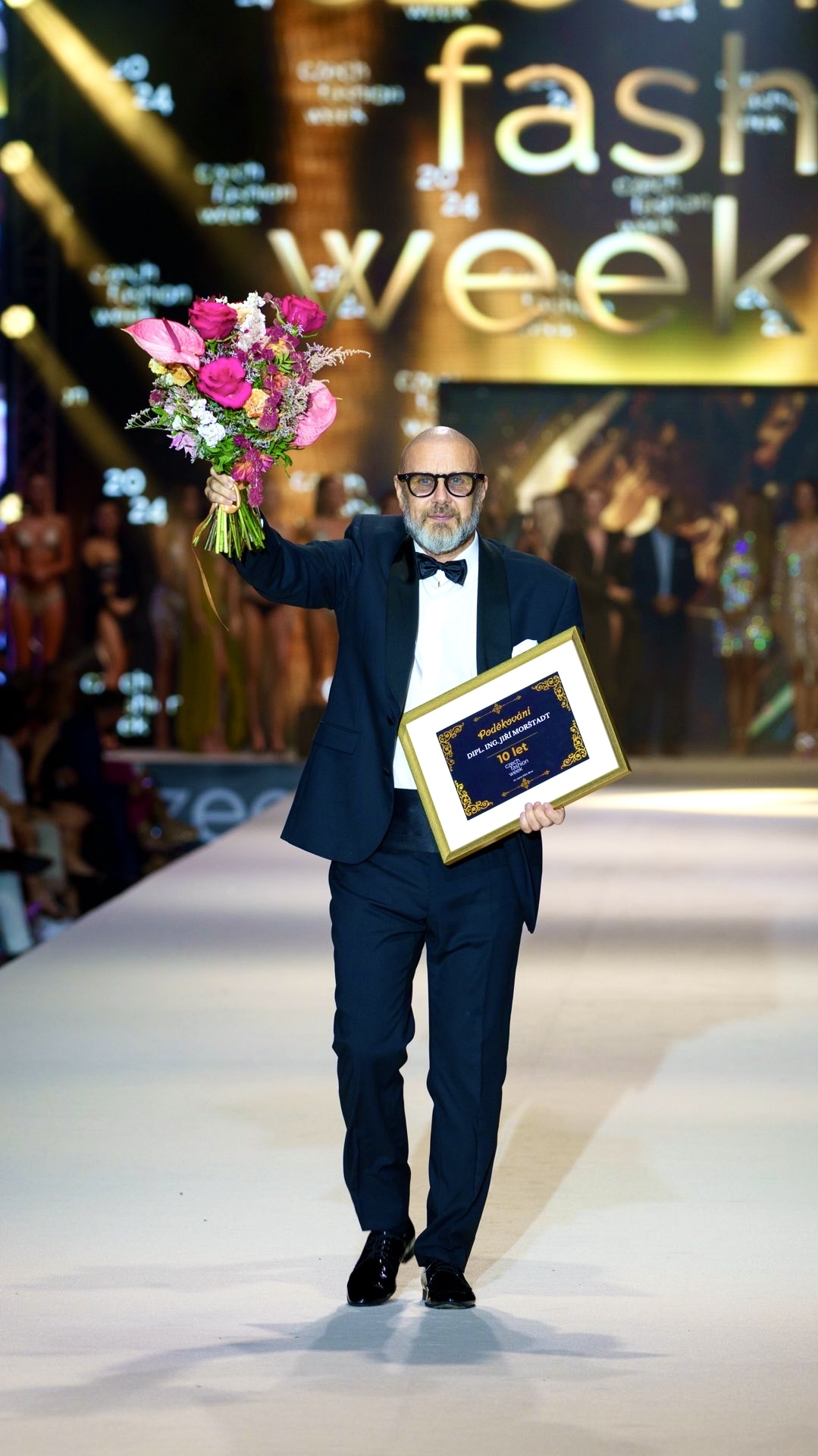
Ředitel Czech Fashion Week Jiří Morštadt při oslavách 10 let CFW v Brně

Akci organizuje módní odborník Jiří Morštadt (* 1966). Poprvé se akce Czech Fashion Week uskutečnila v roce 2014; tradičním místem konání jsou Teplice. V roce 2024 akce zahrnovala mj. velkou autorskou přehlídku Osmanyho Laffity v Národním muzeu, přehlídku na Brněnském výstavišti, a přehlídku konanou v rámci Karlovarského filmového festivalu v Karlových Varech.